# Thomas Zacharias (Künstler)
Thomas Zacharias (* 21. Juni 1930 in Planegg) ist ein deutscher Künstler, Kunsthistoriker, Fotograf und emeritierter Professor für Kunsterziehung. Er war Mitglied des Präsidialkollegiums der Akademie der Bildenden Künste München und lebt im oberbayerischen Leutstetten.

## Leben
Thomas Zacharias, geboren in Oberbayern, ist der Sohn des Grafikers, Schriftstellers und ehemaligen Gymnasialprofessors Alfred Zacharias und der aus Düsseldorf stammenden Kunsterzieherin und Aquarellistin Irmgard Zacharias, geborene Fischel. Sein Bruder war der Kunst- und Kulturpädagoge Wolfgang Zacharias, seine Schwester Veronika Zacharias ist Kunstmalerin. Er ist katholisch und war ab 1959 verheiratet mit der Malerin und Illustratorin Wanda Zacharias, geborene Huber. Aus der Ehe ging die gemeinsame Tochter Claudia Zacharias hervor. Nach Kriegsende wuchs er in Gauting auf.
Thomas Zacharias studierte an der Kunstakademie von 1949 bis 1954 Malerei und Graphik und von 1954 bis 1960 Kunstgeschichte, Philosophie und Archäologie an der Universität München, wo er auch zum Dr. phil. promoviert wurde. Er war von 1956 bis 1966 als Kunsterziehungslehrer am Klenze-Gymnasium München tätig, danach bis zu seiner Emeritierung 1995 als ordentlicher Professor für Kunsterziehung und Leiter einer Klasse an der Akademie der bildenden Künste München, später auch als Präsident. Danach wirkte er auch viel im Ausland, unter anderem in London als Korrespondent für das Laubacher Feuilleton.
Schwerpunkte seiner künstlerischen Arbeit waren und sind Grafiken, Illustrationen Zeichnungen und Collagen, viele davon für Buchillustrationen. Zu den Themenbereichen Kunstgeschichte und Kunstpädagogik verfasste er zahlreiche Werke, ebenso Kinder- und Jugendbücher. Von 1975 bis 1978 war er Jurymitglied bei der Vergabe des Deutschen Jugendbuchpreises. Er arbeitet auch als Fotograf. Zacharias ist unter anderem Mitglied im allgemeinen Rat der Katholischen Akademie in Bayern.
Seine Grafiken und Skizzen waren unter anderem in der Neuen Pinakothek in München zu sehen, im Musée des Beaux-Arts de Bordeaux, im Wallraf-Richartz-Museum in Köln, in der Staatsgemäldesammlungen Augsburg und in den Hamburger Deichtorhallen.

## Auszeichnungen
- Bundesverdienstkreuz 1. Klasse (1998)

## Buchveröffentlichungen (Auswahl)
- Joseph Emanuel Fischer vn Erlach. 1960.
- Kleine Kunstgeschichte der antiken Welt. 3. Auflage 1971.
- Spielen – Sehen – Denken. 8 Bände. 1969–1972.
- Ich hinten im Auto. 1974.
- Blick der Moderne – Einführung in ihre Kunst. 1984

## Filmografie (Auswahl)
- Bildergeschichte für Kinder. Allerhand an der Wand. Malspiele mit Kindern (Fernsehen).
- Blütenträume und Umweltplanung. Wien 1900.
- Kulturen der Welt und Europäische Kunst.